# Yuma (音楽家)
yuma（ゆうま、1996年4月6日 - ）は、日本のソングライター、編曲家、ミキシング・エンジニア、音楽プロデューサー。愛知県名古屋市出身。

## 主な参加作品
=LOVE
- 「君の第3ボタン[1]」（作曲）

≒JOY
- 「大空、ビュンと[2]」（作曲）

≠ME
- 「てゆーか、みるてんって何?[3]」（作曲・編曲）
- 「#おふしょるにっと[4]」（作曲・編曲）

おはガール from Girls²
- 「SUPER☆OHA☆TIME![5]」（編曲・ギター・プログラミング）

Girls²
- 「センチメートル」（作詞・作曲・編曲）
  - テレビアニメ『ガル学。〜聖ガールズスクエア学院〜』オープニングテーマ[6]

大城美友
- 「ブルー・ホライズン」（作詞・作曲）
  - テレビアニメ『ログ・ホライズン 円卓崩壊』エンディングテーマ

halca
- 「HORiZON[7]」（作曲）

lovely²
- 「321！ ～スリー・ツー・ワン～」（作詞・作曲・編曲）

ありを
- 「1ページの約束」（作曲）

成海ひいな
- 「カプリコ超変身うた」（作詞・作曲・編曲）
  - 江崎グリコ「カプリコ」PR曲

yuzuki.
- 「answer」（作詞・レコーディング・ミックス）
  - 至知ゼミナール TVCM曲

ハニースパイスRe.
- 「真っ白なクリスマス」（作曲・編曲）

W.ダブルヴィー
- 「Tune days」（作曲・編曲）
- 「僕の恋セゾン」（作曲・編曲）
- 「サマー☆シロップ」（作曲・編曲）
- 「夏ドキッ！」（作曲・編曲）
- 「夏の終わりの転校生」（作曲・編曲）
- 「DIAMOND SNOW」（作曲・編曲）
- 「ラブサマSEVENTEEN！」（作曲・編曲）

Lollipop♡CHU
- 「君と♡SUMMER」（作詞・作曲・ミックス）

あたまのなかは８ビット!?
- 「片想いラブリーチューン」(作曲)
- 「超ラブリー☆ハイパーDAYS!!」（ミックス）
- 「恋千うさぎ」（ミックス）
- 「瞬間トキメキハイファイブ」（ミックス）

脳内パステル
- 「CatChu♡Catch You！」（作曲・編曲）
- 「マシュマロスノウ」（作曲）

ぜろから☆すた→と
- 「シャイガール」（作曲）
- 「Sparkling IDOL!!」山口ゆあソロ（ミックス）
- 「私がヒロイン！」天使あんじゅソロ（作詞・ミックス)

STARRY×NIGHT↗︎
- 「キミとボクの約束」沙也こゆソロ（作詞・ミックス）
- 「ミライシグナル」羽星ひゆいソロ（ミックス）

Lollipop♡CHU
- 「君と♡SUMMER」（作詞・作曲・ミックス）

Stella!
- 「OVERTURE」（作曲・編曲・ミックス）
- 「恋色シャワー」（作詞・作曲・編曲・ミックス）
- 「夏恋フロート」（作詞・作曲・編曲・ミックス）
- 「ラブサマー」（作詞・作曲・編曲・ミックス）
- 「制服のルール」（作詞・作曲・編曲・ミックス）
- 「曖昧ラブレター」（作曲・編曲・ミックス）
- 「君がいた日々に」（作詞・作曲・編曲・ミックス）
- 「胸キュンラッシュ」（作詞・作曲・編曲・ミックス）
- 「言の葉ダイアリー」（作詞・作曲・編曲・ミックス）
- 「二人のクリスマス」（作詞・作曲・編曲・ミックス）
- 「君がいるから」（作詞・作曲・編曲・ミックス）
- 「星彩レディエーション」（作曲・編曲・ミックス）
- 「初恋テレパシック」（作曲・編曲・ミックス）
  - テレビ朝日「クロナダル」エンディングテーマ、ケーブルTV 『YOSUKE なっぴの ご近所全力散歩！』エンディングテーマ
- 「好きして LOVE YOU」（作詞・作曲・編曲・ミックス）
  - テレビ朝日「テラサってる？」オープニングテーマ、テレビ朝日「イベ検」オープニングテーマ
- 「Fly high!」（ミックス）
- 「わたしはねこだもん」（ミックス）
- 「チョコレートが溶けるような恋だった」（ミックス）
- 「可愛いのご用心！」（ミックス）
- 「ヴィーナスカンタービレ」（作曲・編曲・ミックス)
- 「スタートダッシュ」（作詞・作曲・編曲・ミックス）
- 「サマーハート」（作詞・ミックス）
- 「夜空のオーケストラ」（作曲・ミックス）
  - テレビ朝日「私が愛した地獄」エンディングテーマ
- 「Dream connector」（ミックス）
- 「秒速、恋をした」（作曲・編曲・ミックス）
- 「満開スマイル」（作曲・編曲・ミックス）

Stella mew
- 「OVERTURE」（作曲）
- 「KAKENUKE GIRL!」（ミックス）
- 「ダイスキのあいことば」（作詞・ミックス）
- 「ハイステップジャンプ!!」（ミックス）

西野萌夏
- 「桃色キャンディチューン」（作曲・編曲）

IQ3150
- 「New World」（作曲・編曲）

rayray
- 「SUPPER DUPPER」（作曲・編曲・ミックス）

SiLENT←NOiSE
- 「finally」（作詞）
- 「感情のグラビティ」（作曲・編曲・ミックス）
- 「絶対的I-DOL衝動」（ミックス）
- 「命短シ夢見ヨ乙女（NEW WORLD収録新録版）」（ミックス）
- 「Bittersweet（NEW WORLD収録新録版）」（ミックス）
- 「Woh I Nee」酔魔すいむソロ（作詞・ミックス)

SITRA.
- 「可憐ファイター」（作曲・編曲）
- 「Take off!!」（作曲）
- 「きらめきシャワー」（作曲）

SPRISE
- 「だんだんだだんだん」（作曲・編曲）
- 「キミの１番になりたくて」（作曲・編曲）
- 「心雨」（作曲・編曲）
- 「星に願いを」（作曲・編曲）
- 「ないものねだり」（作曲・編曲）
- 「メロジック」（作曲・編曲）
- 「あいたそがれ」（作曲・編曲）
- 「白く鮮やかな空は」（作曲）
  - BSよしもと『東南西北よしもと麻雀リーグ』10月度エンディングテーマ
- 「ふたつのこころ」（作曲）
- 「片恋グラビティ」（作曲・編曲）
- 「感情シグナル」（作曲・編曲）

あたっちゅ！
- 「STARRY☆START! 」（編曲・ミックス）
- 「ウィークエンドカラーズ」（作詞・作曲・編曲・ミックス）
- 「CHOCOLATE RULE」（作詞・ミックス）
- 「猪突猛進あたたたたっちゅ！」（作詞・作曲・編曲・ミックス）
- 「キミはツンデレラ」（作詞・ミックス）
- 「ソーシャルメディアインフルエンサー」（作詞・ミックス）
- 「強がりステイチューン」（作曲・ミックス）
- 「ILLUSION」（ミックス）
- 「さんしゃいんっ」（ミックス）
- 「夢色パレット」（ミックス）

soda shower!
- 「愛的興奮歌」（作曲・編曲）
- 「ぎゅんってダイブ! 」（作曲・編曲）

SHIROMIZAKANA
- 「エイプリルムーン」（ミックス）

#かわいいだけでバズりたい
- 「スキだからスキだらけ」（作曲・編曲）

Beloved
- 「曖昧なカタチ」（ミックス）
- 「好きバレ不可避説」（ミックス）
- 「わたし成長期」（ミックス）
- 「恋来い花火」（ミックス）

PULSAR_CLIMAX
- 「パルクライズム(2024ver.)」（ミックス）
- 「On stage」（ミックス）
- 「MOON×BELIEVER(2024ver.)」（ミックス）

世界で1番シンデレラ
- 「愛愛めるてぃー」（ミックス）

LoveCherish
- 「にゃんこ・ざ・ぱーりにゃい」（作詞・作曲・編曲・ミックス）

MILLION $PARADE
- 「レイス」（作曲・編曲）

MEDHILA
- 「Diverge」（作曲・編曲）
- 「Unrewarded」（作曲・編曲）

NёNe
- 「スタートライン」（作詞・作曲・編曲・ミックス）

XPLACE
- 「Believe」（作曲・編曲）

Blin[D]opE
- 「IN ME」（作曲・編曲・ミックス）
- 「-the First or【D】er-」（作曲・編曲・ミックス）

アリスセレクション
- 「拝啓、全人類の皆様へ！」（作曲・編曲・ミックス）

AMOUR
- 「サマースカッシュ」（作曲・編曲・ミックス）
- 「ウサギツキ」（作曲・編曲・ミックス）
- 「SNOW DROP」（作曲・編曲・ミックス）
- 「しあわせダイアリー」（作曲・編曲・ミックス）
- 「8月22日。」（作曲・編曲・ミックス）

Altair
- 「Meoter」（作曲・編曲）
- 「Over」（作曲・編曲）
- 「for you」（作曲・編曲）
- 「Я-ﾘﾊﾞｰｽ」（作曲・編曲）
- 「SMILE」（作曲・編曲）

激情リフレイン
- 「逆転カラフリズム[8]」（作曲・編曲・ミックス）
- 「ネオトニック」（作曲・ミックス）
  - CCNet12（地デジ12ch）新番組「ゆるじもちゃんねる」9月度エンディングテーマ
- 「THE ETERNAL ALTHEA」（作曲・ミックス）
- 「vs FLOOR」（作曲・ミックス）
- 「孤独に散る」（作曲・編曲・ミックス）
- 「臨界sensation」（作曲・編曲・ミックス）
- 「-SOAR-」（作曲・編曲・ミックス）
- 「衝動」（作曲・ミックス）
- 「ゆずれない愛情」（作曲・ミックス）
- 「ポリアンナ」（作曲・ミックス）
- 「椿姫[9]」（作曲・編曲・ミックス）
- 「VERsion UP!!!」（作曲・編曲・ミックス）
- 「INEVITABLE」（作曲・編曲・ミックス）
- 「=SECOND ME」（ミックス）
- 「SURVIVE」（ミックス）
- 「Karma.」（作曲・ミックス）

リリー楽綺団
- 「Party Night[10]」（編曲・ミックス）
  - ケーブルテレビ CCNet12 新番組 「ご近所全力散歩！ 」エンディング曲[11]」
- 「Carry on[12]」（編曲・ピアノ・ミックス）
  - CBCテレビ『まちイチ nice to people』エンディング曲[13]」
- 「Believe in my way[14]」（編曲・ギター・ミックス）
- 「プレジャーワールド」（編曲・ミックス）
- 「ARK」（編曲・ミックス）
- 「ヒステリック[15]」（編曲・ミックス）
- 「Guilty」（作詞、作曲、編曲、ピアノ・ミックス）
- 「imitation」（ギター・ミックス）
- 「I-deal」（ミックス）
- 「Mr.デシメーション」（ミックス）
- 「My monster」（ミックス）
- 「キミイロ」（ミックス）
- 「サイレントキラー」（ミックス）
- 「残響フィルム」（ミックス）
- 「陽炎-Kagerou-[16]」（シングル収録曲全曲、ミックス・マスタリング）
- 「WANDERING[17]」（ミックス）
- 「INDIVIDUALISM[18]」（アルバム収録曲全曲、ミックス）
- 「REMIXIES」（アルバム収録曲全曲、ミックス）
- 「Experience」（アルバム収録曲全曲、ミックス）
- 「REALIZATION -Declare-」（アルバム収録曲全曲、ミックス）
- 「Know No.」（アルバム収録曲全曲、ミックス）